# 202686 Birkfellner
202686 Birkfellner este un asteroid din centura principală de asteroizi.

## Descriere
202686 Birkfellner este un asteroid din centura principală de asteroizi. A fost descoperit pe 9 februarie 2007 la Gaisberg de Richard Gierlinger. Asteroidul prezintă o orbită caracterizată de o semiaxă mare de 2,35 ua, o excentricitate de 0,21 și o înclinație de 5,8° în raport cu ecliptica.